# Yalova
Yalova es una ciudad y distrito situada al noroeste de Turquía, en la costa este del mar de Mármara, y capital de la provincia de Yalova. Cuenta con una población de 87.372 habitantes (2007).

## Etimología
En general, se asume que el nombre proviene de Yalıova, que significa «llanura de la costa». La palabra yalı proviene del griego γιαλή (yiáli, mod. γιαλός), que literalmente significa «costa» o «playa», mientras que ova significa «llanura» en turco.

## Historia

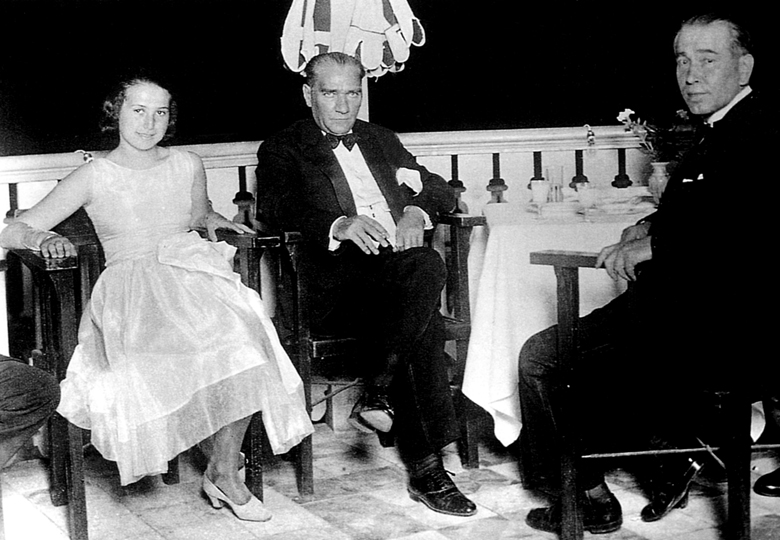
Mustafa Kemal Atatürk con Ali Fethi Okyar y la hija de este en Yalova, el 13 de agosto de 1930.

El primer asentamiento de la región se remonta al año 3000 a. C.. Los hititas dominaron la región durante el segundo milenio a. C., tras los cuales llegaron los frigios, hacia 1200 a. C.. Los romanos llegaron en el año 74 a. C.. 
Tras la división del Imperio romano en 395, la región de Yalova quedó bajo dominio del Imperio bizantino. En 1302, Yalova pasó a pertenecer al Imperio otomano. Mustafa Kemal Atatürk vivió en Yalova durante parte de los últimos años de su vida.

## Lugares de interés
Yalova cuenta con diferentes lugares de interés turístico, como la casa que utilizó Atatürk durante sus visitas a la ciudad, y las fuentes termales de Termal, que toma el nombre de la palabra latina thermae.

## Ciudades hermanadas
- Bonn, Alemania

## Gente notable
- Mehmet Okur, jugador de la NBA.
- Şebnem Ferah, cantante
- İzel Çeliköz, cantante
- Ibrahim Kutluay, exjugador de la NBA
- Muharrem İnce, político